# KEGG
KEGG (Kyoto Encyclopedia of Genes and Genomes — Кіотська енциклопедія генів і геномів) — онлайн проєкт, який містить бази даних біологічної інформації та інструменти для роботи з ними.
KEGG створений у травні 1995 року в рамках японської програми — частини міжнародного Проєкту геному людини за підтримки Міністерства освіти, науки, спорту та культури Японії.
Спочатку KEGG містив 3 бази даних:
- KEGG-PATHWAY, яка за фізіологічною функцією визначала задіяні в ній молекули
- KEGG-GENES, що збирала всі гени з прочитаних геномів
- KEGG-LIGAND - опис ферментів, субстратів і ферментативних реакцій.

У 2016 році кількість баз даних зросла до 16, зокрема додалися медичні бази даних, зокрема хвороб і лікарських препаратів, база лігандів поповнилася гліканами та іншими молекулами, тощо.